# Монато
«Мона́то» (эсп. Monato, в переводе с эсперанто «месяц») — международный журнал на языке эсперанто о политике, культуре, науке, современной жизни. Журнал печатается в Бельгии, его читают в 65 странах. Особенностью журнала является то, что статьи написаны жителями именно тех стран, о которых идёт речь. Основан Штефаном Маулем в 1979 году. Первый номер появился 15 января 1980 г., с тех пор выходит обычно один номер в месяц. Предшественником «Монато» был журнал «Семайно» («Semajno», в переводе с эсперанто «неделя»), но он вышел всего один раз — 1 сентября 1978 года.
Существуют пять различных версий «Монато»: печатная; аудиоверсия журнала на кассетах (содержит не все статьи); с 2001 года подписчики могут получать все тексты «Монато» по электронной почте в формате XHTML (в Юникоде) или как текстовые файлы ASCII (в X-системе); с 2003 года — в формате PDF; для подписчиков все тексты статей доступны также в Интернете.

## История журнала

### «Семайно»
В 1977 году Штефан Мауль работал редактором в издательстве «Вельтбильд» («Weltbild»). Он получил задание разработать новый журнал «Зенит» для старшего поколения. Этот проект провалился (по ряду причин, не зависящих от Мауля), но Штефан Мауль приобрёл опыт создания нового журнала. Это вернуло его к старой мечте об издании еженедельника на эсперанто, но не об эсперанто, а о политике, экономике, науке и т. д.
В том же году во многих немецких газетах и журналах появилась статья о «факте», что швейцарцы узнали, что Вильгельм Телль — вымышленный персонаж. На самом деле все швейцарцы это знают давно, и, конечно, такая ошибка не могла бы появиться, если бы статью писал швейцарец. Мауль задумался о существенном недостатке большинства журналов, пишущих о жизни за рубежом: чаще всего статью пишет житель страны, где издаётся журнал, а не той, где происходят описываемые в статье события.
В сентябре 1978 года был напечатан пилотный номер журнала «Семайно» («Semajno»), 40 страниц формата A4 с чёрно-белыми иллюстрациями. В нём были статьи о терроризме, о предстоящей московской олимпиаде, о политической ситуации в Испании, о геронтологии и др. Мауль издал этот номер за свой счёт. Он посчитал, что проект будет успешным, если на «Семайно» подпишутся 10.000 человек. Но не набралось даже тысячи подписчиков, готовых отдать за годовую подписку (50 выпусков) 150 немецких марок. Весной 1979 Мауль оставил свою идею.

### «Монато»
В 1979 году Штефану Маулю позвонил Торбен Келет, чья фирма «ТК/Стафето» («TK/Stafeto») уже издала много книг и имела собственный печатный станок. По мнению Келета, проект Мауля провалился из-за дороговизны, он предложил издавать журнал не еженедельно, а ежемесячно. Мауль сильно сомневался в перспективности этой идеи, главным образом потому, что ежемесячный журнал не сможет быть актуальным, однако Келету удалось его переубедить. Вместо актуальности журнал может предложить глубокие аналитические статьи, написанные самими жителями тех стран, о которых идёт речь.
В январе 1980 года вышел первый номер журнала «Монато». Его выпустила фирма «ТК/Стафето», которая взяла на себя финансовые риски. Сам Торбен Келет печатал и распространял журнал. Журнал верстался частично фирмой «Интелеско» бразильского эсперантиста Жерси Алфредо Байша, частично Манюэлом Халвеликом при помощи добровольцев из только что основанного Антверпенского графического центра. Годовая подписка (12 номеров) стоила 800 бельгийских франков, для окупаемости проекта было нужно 2000 подписчиков. Главным редактором «Монато» стал Штефан Мауль, он собрал группу компетентных сотрудников (Мария Беккер-Майсбергер, Марджори Боултон, Маргрет Бранденбург, Эжен де Зила, Бернард Голден, Тревор Стил, Эдуард Саймонс и др.). В конце первого года «Монато» провёл опрос среди читателей. Выяснилось, что 28 % читают журнал полностью и 60 % — большую часть.
Тем не менее, хотя читатели были очень довольны формой и содержанием журнала, количество подписчиков так и не достигло двух тысяч. Кроме того, административной работы было больше, чем предполагал Торбен Келет: приём платежей за подписку, банковские проблемы, изменение адресов подписчиков, переписка о потерянных почтой номерах и т. д. Понимая, что работы слишком много, а необходимого числа подписчиков достигнуть не удастся, он в начале 1984 года неожиданно объявил, что скоро выйдет последний номер и журнал «Монато» прекратит существование. Оплатившие подписку за 1984 год смогут вместо журнала получить несколько книг издательства «ТК/Стафето».
Предстоящее закрытие «Монато» обеспокоило некоторых функционеров движения эсперантистов, в том числе президента Всемирной ассоциации эсперанто Грегуара Мартенса. Вместе с тем, во Всемирной ассоциации эсперанто были противоречивые мнения относительно потенциальной поддержки «Монато»: ряд национальных организаций полагали недопустимым, что в поддерживаемом ассоциацией журнале критиковались правительства их стран. При этом сам Мауль отвергал любые возможности цензурировать публикуемые материалы.
В итоге был найден устраивавший всех вариант. Всемирная ассоциация эсперанто взяла на себя издание «Монато» и была готова за свой счёт обеспечить подписчиков оставшимися номерами 1984 года, а с 1985 года самостоятельно издавать журнал. Однако, юридически ответственным издателем осталась фирма «ТК/Стафето», чтобы Всемирная ассоциация эсперанто могла избежать в обвинении поддержки тех или иных политических сил в разных странах. Вёрстка, распространение и администрирование журнала осуществлялись в Антверпенском графическом центре, а печатанием занималась «ТК/Стафето», но не как издатель, а как обычная коммерческая типография, услуги которой оплачиваются. Подписчики посылали деньги посреднику, Фландрской лиге эсперантистов, ассоциации, которая размещалась в том же здании, что и графический центр, и была тесно связана с ним. Посредник в конце года передавал деньги Всемирной ассоциации эсперанто.
В сдвоенном номере 5/6 за 1984 год появилось объявление «„Монато“ продолжает жить!». В том же номере несколько страниц были посвящены реакции читателей на предполагаемое закрытие журнала. В следующем году Антверпенский графический центр взял на себя также печатание журнала, так что отношения с издательством «ТК/Стафето» стали чисто формальными.
В середине 1980-х годов Всемирная ассоциации эсперанто открыла офисы не только в Антверпене, но и в Будапеште и Нью-Йорке. Однако в 1988 году ассоциация стала закрывать дополнительные офисы, отчасти под влиянием взглядов тогдашнего генерального директора Симо Милоевича и члена правления Всемирной ассоциации эсперанто Джан-Карло Фигьеры. По их мнению, члены УЭА не хотели, чтобы их членские взносы шли на поддержку «рискованных предприятий» и коммерческого графического центра. Директору Антверпенского графического центра Паулу Перартсу сообщили, что все сотрудники будут уволены, а офис закрыт. Так как графический центр осуществлял администрирование и издание «Монато», закрытие офиса означало бы также закрытие журнала, ведь денег на вёрстку и печатание журнала в другой фирме не было.
Дабы сохранить журнал, Фландрская лига эсперантистов купила всё оборудование графического центра и взяла на себя работу сотрудников, а именно Гёйдо Байенса, Хюго Фонтейна, Герд Жак, Паула Перартса, Гёйдо ван-Дамме и Жан-Пьера Ванден-Дале. С этого времени издателем «Монато» стала Фландрская лига эсперантистов.

### Отставка Штефана Мауля
Штефан Мауль был главным редактором «Монато» до 1991 года. Хотя Мария Беккер-Майсбергер занималась рубрикой «Кулинария», Маргрет Бранденбург отвечала за рубрику «Молодёжь», Гёйдо ван-Дамме с 1990 года готовил рубрику «Письма», а Жан-Пьер Ванден-Дале — рубрику «Загадки», редактировал все эти разделы сам Мауль. Журналом «Монато» Мауль занимался только в свободное время, а работал он на полной ставке в газете «Аугсбургер альгемайне»; в 1991 году он возглавил там отдел политики. Из-за загруженности на основной работе и проблем со здоровьем Мауль объявил, что вынужден уйти с поста главного редактора в январе 1992 года. Примерно в то же время возникли проблемы с одной научной статьёй, опубликованной в «Монато», содержание которой подверглось серьёзной научной критике; Мауль, не обладая профильными знаниями, не мог компетенто осуществлять редактуру статей в специализированных областях.
Поэтому, когда глава Фландрской лиги эсперантистов Паул Перартс начал поиск замены Маулю, он принял решение найти не одного, а несколько редакторов, которые были бы компетентны каждый в своей области. В январе 1992 года была представлена новая команда «Монато». Редколлегия состояла из 17 редакторов. Некоторые из них и раньше работали в «Монато», например Уильям Олд (рубрика «Рассказы»), Беккер-Майсбергер (рубрика «Кулинария»), Гёйдо ван-Дамме (рубрика «Письма»), Жан-Пьер Ванден-Дале (рубрика «Загадки»). Новыми редакторами стали Геррит Бервелинг (рубрика «Духовная жизнь»), Пол Габбинс (рубрика «Современная жизнь»), Марко Гадзетта (рубрика «Кулинария»), Евгений Георгиев (рубрика «Увлечения»), Андреас Кюнцли (рубрика «Политика»), Стефан МакГилл (рубрика «Молодёжь»), Гарван МакЭйх (рубрики «Языки» и «Туризм»), Шон Осборн (рубрика «Музыка»), Паул Перартс (колонка редактора, заметки и рецензии), Роланд Ротсарт (рубрика «Экономика»), Крис Унгар (рубрики «Наука» и «Искусство»), Марк Феттес (рубрика «Всемирная деревня»).
Художник Хюго Фонтейн занимался вёрсткой «Монато». Около двухсот постоянных авторов из 40 стран присылали свои заметки и статьи.

## Издательство
Журнал издаётся Фландрской лигой эсперантистов
(адрес: Flandra Esperanto-Ligo, Frankrijklei 140, B-2000 Antwerpen, Бельгия).
Его верстают, печатают и брошюруют в издательстве.

## Сотрудники редакции

### Главный редактор
Штефан Мауль — главный редактор с 1980 г. по конец 1991 г., с 1999 г. по настоящее время.

### Редакторы рубрик

#### Нынешние редакторы
Григорий Аросев (рубрика «Спорт», с 1999 г.), Геррит Бервелинг (рубрика «Духовная жизнь», с 1992 г.), Жан-Пьер Ванден-Дале (рубрика «Загадки», с 1990 г.), Пол Габбинс (рубрики «Политика», с 1993 г., и «Современная жизнь», с 1992 г.), Евгений Георгиев (рубрики «Увлечения», с 1992 г., и «Туризм», с 1997 г.), Эдмунд Гримли-Эванс (рубрика «Компьютер», с 1998 г.), Борис Колкер (рубрика «Книги», с 1996 г.), Штефан Мауль (рубрики «С моей точки зрения», с 1992 г., и «Юмор и сатира», с 1995 г.), Клод Нурмон (рубрика «Искусство», с 2005 г.), Паул Перартс (рубрика «Письма», с 2006 г.), Роланд Ротсарт (рубрика «Экономика», с 1992 г.), Никола Руджеро (рубрика «Рассказы и стихи», с 2007 г.), Томас Эккардт (рубрика «Наука», с 2006 г.), Ямасаки Сэйко (рубрика «Языки», с 1994 г.).

#### Редакторы прошлых лет
Григорий Аросев (рубрика «Искусство», 1999—2005), Мария Беккер-Майсбергер (рубрика «Кулинария», 1980—1992), Тимоти Брайан Карр (рубрика «Окружающая среда», 1993—1997), Гёйдо ван-Дамме (рубрика «Письма», 1990—2001), Йорг де-Мулдер (рубрика «Заметки», 1998), Марко Гадзетта (рубрика «Кулинария», 1992—1994), Марица Гутьеррес Гонсалес (рубрика «Окружающая среда», 2004—2007), Андреас Кюнцли (рубрика «Политика», 1992—1993), Харри Лайне (рубрика «Наука», 1999—2000), Стефан МакГилл (рубрика «Молодёжь», 1992), Гарван МакЭйх (рубрики «Языки» и «Туризм», 1992—1993), Жералду Маттуш (рубрика «Стихи и рассказы», 1998—2007), Александр Микишев (рубрика «Туризм», 1994—1996), Уильям Олд (рубрика «Рассказы и стихи», 1980—1998), Шон Осборн (рубрики «Музыка», 1992—1995, «Юмор», 1993—1995), Мануэль Панкорбо Кастро (рубрика «Наука», 2004—2005), Паул Перартс (рубрики «Рецензии», 1992—1995, «Заметки», 1992—1997), Сергей Покровский (рубрика «Компьютер», 1995—1998), Аймо Рантанен (рубрика «Письма», 2001—2006), Роланд Ротсарт (рубрика «Компьютер», 1993—1994), Клод Руже (рубрика «Окружающая среда», 1997—2000), Исабель Кристина Оливейра Сантиаго (рубрики «Кулинария», 1994—1997, «Мозаика», 1995—1999, «Наука», 2000), Крис Унгар (рубрики «Наука» и «Искусство», 1992—1998), Марк Феттс (рубрика «Всемирная деревня», 1992—1995), Отто Хаспра (рубрики «Окружающая среда» и «Наука», 2000—2002).